# Hoàn Thành
Hoàn Thành (chữ Hán giản thể: 莞城区, âm Hán Việt: Hoàn Thành khu) là một nhai đạo thuộc địa cấp thị Đông Hoàn, tỉnh Quảng Đông, Cộng hòa Nhân dân Trung Hoa. Hoàn Thành có diện tích 13,5 km², dân số có hộ khẩu là 152.000 người, dân số tạm trú là 98.000 người. Nhai đạo Hoàn Thành có một trong 4 công viên lớn và nổi tiếng nhất Quảng Đông, khả viên Đông Hoàn.